# بید خاکستری (گیاه)
بید خاکستری (گیاه) (نام علمی: Salix atrocinerea) نام یک گونه از سرده بید است.